# Зельбах (Зиг)
Зельбах (нем. Selbach) — община в Германии, в земле Рейнланд-Пфальц.
Входит в состав района Альтенкирхен-Вестервальд. Подчиняется управлению Виссен. Население составляет 823 человека (на 31 декабря 2010 года). Занимает площадь 3,66 км².